# (21563) Chetgervais
(21563) Chetgervais – planetoida z grupy pasa głównego asteroid okrążająca Słońce w ciągu 4 lat i 237 dni w średniej odległości 2,78 j.a. Została odkryta 19 sierpnia 1998 roku w programie LINEAR. Przed nadaniem nazwy planetoida nosiła oznaczenie tymczasowe (21563) 1998 QW95.